# Kaunertal
Kaunertal é um município da Áustria, situado no distrito de Landeck, no estado do Tirol. Tem 193,38 km² de área e sua população em 2019 foi estimada em 602 habitantes.